# Hrabstwo Trypolisu
Hrabstwo Trypolisu – państwo założone przez krzyżowców podczas I wyprawy krzyżowej na terenie obecnego Libanu i Syrii.
Ważniejsze miasta w hrabstwie to Safita, Tartous oraz stolica Trypolis.
Początki hrabstwa to rok 1102, kiedy hrabia Rajmund z Tuluzy, jeden z dowódców I wyprawy krzyżowej, rozpoczął walki z emirami Trypolisu (wasalami Fatimidów z Kairu) i opanował ich terytorium. Rajmund zmarł w 1105, pozostawiając syna Alfonsa-Jordana pod opieką swego kuzyna Williama-Jordana. William kontynuował oblężenie Trypolisu przez następne 4 lata, kiedy przybył drugi syn Rajmunda, Bertrand. Bertrand wysłał Alfonsa do Tuluzy jako następcę Rajmunda. Następnie, po śmierci Williama, został władcą Trypolisu.
Hrabstwo było lennem Królestwa Jerozolimskiego, kiedy przekazało joannitom w 1142 zamek Krak des Chevaliers. Znaczącą rolę w hrabstwie i królestwie odegrał Rajmund III. Dwukrotnie został regentem Królestwa Jerozolimskiego w okresie 1174–1177 (za panowania Baldwina IV) oraz 1185–1186 (za panowania Baldwina V). Sprzeciwiał się dążeniom Templariuszy, Gwidona z Lusignan i Rejnalda z Chatillon do wojny z muzułmanami i próbował zawrzeć trwały pokój z Saladynem. Po bitwie pod Hittin hrabstwo jednak przetrwało i znalazło się po śmierci Rajmunda III pod panowaniem książąt Antiochii.
Księstwo Antiochii upadło w 1268 w wyniku najazdu mameluków, co zakończyło unię z Hrabstwem Trypolisu. W 1289 sułtan Qalawun zdobył Trypolis i zakończył istnienie hrabstwa.